# Торакотомија
Торакотомија је инвазивна хируршка метода отварање грудног коша. Поред плућима она омогућава приступ једњаку, трахеји, аорти, срцу и дијафрагми. Може се урадити на десној или левој страни грудног коша, или у централном делу грудног коша.
Торакотомија се изводи  ради евалуације и лечења плућних процеса када неинвазивним поступцима није могуће поставити коначну дијагнозу. Главне индикације за торакотомију данас су лобектомија и пулмектомија (нпр. због рака плућа).
Крварење, инфекција, пнеумоторакс, бронхплеурална фистула и реакције на анестетике су највеће опасности по пацијента након торакотомије.
Морталитет код експлоративне торакотомије се креће у распону од 0,5% до 1,8%.

## Релевантна анатомија
У грудној дупљи налазе се срце, велики крвни судови, плућа, једњак и душник. Грудна шупљина се граничи са грудним отвором на врху, дијафрагмом са доње стране, грудном кости напред, а телима пршљенова позади. 
Грудна шупљина се може поделити на плеуралну шупљину и медијастинум. Медијастинум и његов садржај налазе се у центру грудног коша и укључују срце, велике крвне судове, тимус, једњак и трахеју. Плеуралне шупљине обухвата паренхим плућа. Највећи део срца лежи углавном у средини и лево од средње линије у грудној (торакалној) дупљи.

## Опште информације
Торакотомија се описује као рез направљен између ребара да би се приступило садржају грудне (торакалне) шупљине. Због анатомске локације садржаја у грудном кошу постоје различити уобичајени резови за торакотомију који се користе у различитим околностима, да би се олакшап приступ и обезбедила боља постоперативне неге.
Торакотомије се обично могу поделити у две категорије;
- Антеролатералну торакотомију
- Постеролатерална торакотомија

Овње две категорије се даље могу поделити на:
- Супра-мамарну торакотомију
- Инфра-мамарну торакотомију
- Десну или леву грудну торакотомију

Видеоасистирана торакоскопска хирургија данас је скоро сасвим заменила торакотомију код отворених плеуралних или плућних дијагностичких биопсија.

## Индикције
Индикације за торакотомију најчешће укључују хируршко лечење болести дисталне аорте, срца, једњака и плућа. 
Болест дисталне торакалне аорте
Болест дисталне торакалне аорте може укључивати дисекцију, руптуру или анеуризматичну болест.
Болести срца
Болести срца које могу захтевати торакотомске резове укључују урођене срчане дефекте (дефект атријалне преграде), валвуларну болест аортног, митралног или трикуспидног залистка, специфичне локације коронарне артеријске болести, болести перикарда и одређене туморе срца и перикарда . Многим од ових индикација за торакотомију у лечењу срчаних болести такође се може приступити средњом стернотомијом, али када се средња стернотомија сматра небезбедном, може се изабрати рез за торакотомију. Пацијенти који би захтевали поновну стернотомију често се сматрају високим ризиком од поновљене стернотомије и могу добити највећу корист од алтернативних приступа.
Плућне болести
Плућне болести се најчешће лече торакоскопском хирургијом уз помоћ видео записа (ВАТС), али многим плућним болестима које захтевају оперативне интервенције може се приступити и торакотомијом. То може укључивати малигнитет плућа (примарни или метастазе), малигнитет плеуре, пнеумоторасу или емпием.  
Болест једњака
Болест једњака која се може лечити торакотомским резом укључује, али није ограничена на рак једњака код одраслих и трахеоезофагеалне фистуле код новорођенчади. Деснострана торакотомија је најбоља за болесне процесе који утичу на средњи једњак, а лева торакотомија може омогућити бољи приступ дисталном једњаку. Може се користити и трансхиатални приступ.

## Контраиндикације
Контраиндикације за торакотомију могу бити апсолутне или релативне и зависе од околности које ограничавају успешну торакотомију, и укључују: 
- коагулопатију која се не може кориговати,
- нестабилност или инсуфицијенцију главних органских система,
- код пацијената који су превише слаби да би се подвргли анестезији,
- код пацијената који су претходно имали торакотомију на планираној локацији, што чини поновни улазак несигурним, који су превише слаби да би се подвргли анестезији
- код пацијената који неће имати користи од оперативне интервенције.

## Метода
Постоје три основна приступа у торакотомији:
- Ограничена предња и бочна торакотомије, која се изводи кроз интеркосталну инцизију дуга 6 до 8 цм за приступ предњим структурама грудног коша.
- Задња торакотомија, која је најчешћа, омогућава приступ плеури, хилусима, медијастинуму и читавим плућима.
- Медијастинална торакотомија у виду реза  који уздужно дели стернум, када се жели приступ за оба плућна крила (нпр. за волумну хируршку редукцију),

## Компликације
Компликације су веће него код било којих других биоптичких поступака, због:
- ризика од опште анестезије,
- хируршке трауме
- дуже хоспитализације

Компликације након торакотомију укључују: крварење, инфекцију, пнеумоторакс, плеурални излив, дисфункцију рамена, бол и синдром бола након торакотомије.  Сваки од наведених компликација доводи пацијента у већи ризик од развоја инфективних компликација.
Крварење
Крварење може бити озбиљно и може се јавити током било ког од инцизијских приступа о којима се говори ако се не води рачуна о очувању неуроваскуларног снопа дуж доњег аспекта ребара. Крварење се такође може јавити и бити озбиљна компликација током приступа десној супра-мамарној антеролатералној торакотомији ако унутрашње млечне артерије нису правилно идентификоване.
Инфекција
Инфекција је могућа компликација и може бити инфекција меког ткива места реза, развој пнеумоније или развој емпијема. 
Пнеумоторакс
Пнеумоторакс  може бити последица оштећења плеуре и паренхима плућа.
Плеурални излив
Плеурални излив  је компликација коју не би било необично видети код пацијената са торакотомијом. Често се дренажне цеви остављају на месту након процедура торакотомије како би се спречила ова компликација.
Инцизиони бол
Инцизиони бол је очекивани постоперативни налаз, али се може класификовати као постоперативна компликација ако дође до оштећења косталног неуроваскуларног снопа приликом приступа или затварања торакалне шупљине. Инцизиони бол може довести до поремећаја удисања и смањених напора при удисању и кашљању.
Синдром бола након торакотомије
Синдром бола након торакотомије се дефинише као бол дуж места торакотомског реза који траје дуже од два месеца након операције.
Дисфункција рамена
Дисфункција рамена је узрокована поделом неуроваскуларних снопова и мускулатуре у традиционалним резовима торакотомије који не штеде мишиће.